# Estación de Les Moreres
La estación de Les Moreres es una estación de la línea 9 que está situada bajo la calle Verge de Montserrat de El Prat de Llobregat. Dispone de ascensores y escaleras mecánicas. En esta estación no solamente pararán trenes de la línea 9, también llegarán trenes de la línea 2 por el mismo túnel y que permitirán llegar al centro de Barcelona. La estación de la L9 se abrió al público el 12 de febrero de 2016, y la de la L2 todavía no tiene fecha.
| << cabecera | < estación      | línea  | estación > | cabecera >>           |
| ----------- | --------------- | ------ | ---------- | --------------------- |
| Metro       |                 |        |            |                       |
| Aeroport T1 | La Ribera       | (20??) | Mercabarna | Badalona Pompeu Fabra |
| Aeroport T1 | La Ribera       | (20??) | Mercabarna | Can Zam               |
| Aeroport T1 | El Prat Estació |        | Mercabarna | Zona Universitària    |